# Championnat de France des Circuits
Pour les articles homonymes, voir CFC.
Ne doit pas être confondu avec le premier Championnat de France des circuits, disparu au milieu des années 1980.
Le Championnat de France FFSA Circuits (CFC), anciennement Super Série FFSA et GT Tour, est un format regroupant les championnats majeurs de compétition automobile disputés en France et organisé par la Fédération française du sport automobile.
Principalement articulé autour des meetings du Championnat de France FFSA GT, le Championnat de France des Circuits réunit également le championnat national de monoplaces (F4 France), des formules monotypes en Tourisme (Clio Cup France) et GT (Porsche Carrera Cup France), le Trophée Mitjet 2L France et le récent TC France.

## Historique
Le championnat est lancé en 2002 sous la marque Super Série FFSA et initié par l'entreprise Stéphane Ratel Organisation (SRO).
Fin 2010, le promoteur de la Super Série FFSA, SRO, annonce qu'il n'organisera pas la série en 2011. La FFSA cherche alors un remplaçant qui se trouve être la société Oreca, célèbre dans le milieu du sport automobile. Oreca change la série et la rebaptise GT Tour,.
Après plusieurs déboires rencontrés dans le Championnat FFSA GT, le promoteur du GT Tour, Oreca, abandonne l'organisation en 2016.. En 2017, SRO intègre le GT4 en France et reprend l'organisation du CFC.

## Championnats

### Championnats actuels

#### Championnat de France FFSA GT
Le championnat de France de Grand Tourisme est le championnat phare du GT Tour, il existe depuis 1997 et a été intégré à la Super Série FFSA en 2002 puis au GT Tour en 2011. Il regroupe des voitures de la catégorie GT3 puis GT4 et comporte 2 courses d'une heure par weekend avec changement de pilote. Chaque équipage est composé de 2 pilotes, un sous licence professionnelle, l'autre sous licence amateur. La Coupe de France GT fait partie intégrante de ce championnat, et est constituée de 2 pilote amateurs.

#### Championnat de France F4
Le Championnat de France de Formule 4, anciennement connu comme Formule Renault Campus France, Formule Campus, Formul'Academy Euro Series, F4 Eurocup 1.6,  est un championnat de course automobile de type monoplace de la catégorie Formule 4. Organisé par la Fédération française du sport automobile (FFSA) en tant qu'héritier de la Formule Campus créée en 1993 par Louis Drouet, il a pour but de permettre aux pilotes de faire leurs premiers pas en course automobile.
Créé avec le concours du pétrolier Elf en 1993 en utilisant ses propres monoplaces, baptisées Formule Campus, il est progressivement récupéré par la FFSA qui le transforme en 2008 en championnat de Formule Renault 1.6 sous l'appellation "Formul'Academy".
Intégré au format européen des World Series by Renault pour l'année 2010, il redevient l'année suivante un championnat français sous le nom "Championnat de France F4".
Championnat monotype depuis sa création, il change de catégorie en 2017 lorsque la FFSA remplace les voitures de FR1.6 par ses propres "F4", avant de finalement changer à nouveau en 2018 pour utiliser des Formule 4 officielles certifiés par la Fédération internationale de l'automobile. Il est reconnu par cette dernière comme championnat domestique de la F4 pour la France,.
Le weekend comporte 3 courses d'une demi-heure environ. Les pilotes font tous partie de la même écurie: la FFSA Academy, organisateur du championnat.

#### Porsche Carrera Cup France
La Carrera Cup française est la plus ancienne série du plateau, elle existe depuis 1987 et constitue la seconde déclinaison nationale des Porsche Carrera Cup après le championnat allemand. Les voitures utilisées sont toutes des Porsche 997 GT3. Les pilotes sont regroupés en deux catégories : A pour les pilotes professionnels et B pour les pilotes amateurs. Il existe également un classement réservé aux débutants.

#### TrophéeMitjet 2LFrance
La Mijtet 2L est un championnat créé par Jean-Philippe Dayraut en 2012 à la suite du succès de la série Mitjet 1300 Light. Les voitures sont identiques pour chaque pilote et comportent un châssis tubulaire. Le style de carrosserie peut cependant varier.

#### Renault Clio Cup Elf
La Clio Cup française est une formule de promotion de Renault Sport utilisant des Renault Clio. Elle existe depuis 2004 et est une descendante directe de la Coupe Gordini. La Clio Cup France faisait partie intégrante du GT Tour à sa création, mais les différences de calendrier entre les évènements ont fait que l'essentiel des épreuves du GT Tour ne comptaient plus la Clio Cup dans leur programme, ce qui a conduit pendant une période à la séparation du Championnat avec le format GT Tour.

### Anciens championnats

#### Championnat de France Supertourisme
Le championnat Mijtet Supertourisme, initialement appelé Mitjet ST Turbo, est créé par Jean-Philippe Dayraut en 2014. En 2015, il obtient le label FFSA. Le Championnat de France de Supertourisme fait désormais partie du format GT Tour. Les voitures sont des versions améliorées des Mitjet 2L, dotées d'un moteur V6 atmosphérique Nissan de 3,5 L de cylindrée développant 330 cv, pour 850 kg.

#### Mitjet 1300 Light
La Mitjet 1300 Light a fait partie du GT Tour de 2011 à 2013. Il s'agit du tout premier championnat de Mitjet, il a été remplacé par les 2L et SuperTourisme. À partir de 2014, le championnat Mitjet 1300 intègre le format du Trophée Tourisme Endurance.

#### SEAT León Supercopa France
La SEAT León Supercopa (en) française a existé de 2010 à 2012, organisée par Oreca au sein du GT Tour.

## Identité visuelle

Anciens logos
Logo de la Super Série FFSA jusque 2010
Logo du GT Tour 2011-2016